# Nagai Nagayoshi
Nagai Nagayoshi (長井 長義, 8 août 1844 - 10 février 1929) est un biochimiste japonais connu pour ses travaux sur l'éphédrine.

## Enfance
Nagai naquit dans le district de Myōdō dans la province d'Awa d'un père médecin. En 1864, il commença à étudier la médecine occidentale à la faculté de Nagasaki (Igaku Denshusho) où il côtoya de futures grandes figures du gouvernement Meiji tels Ōkubo Toshimichi et Itō Hirobumi.

## Carrière
Nagai  poursuivit ses études à l'Université Impériale de Tokyo et devint le premier docteur en pharmacie du Japon. En 1871, ayant décroché une bourse d'état, il partit en Prusse afin d'étudier à l'Université Humboldt de Berlin où, seul civil au sein d'un groupe d'étudiants militaires, il se lia d'amitié avec le futur diplomate Aoki Shūzō, lui aussi fils de médecin, issu d'une famille de hauts dignitaires (samurai) du domaine de Chōshū. 
Alors assistant de laboratoire auprès de von Hofmann, il fut très influencé par ses travaux sur la chimie organique et obtint finalement un doctorat pour son étude sur l’eugénol. 
Nagai revint au Japon en 1883 pour travailler à l'Université impériale de Tokyo jusqu'à sa nomination à la chaire de chimie et de pharmacie en 1893 à la suite de ses recherches sur l'analyse chimique de diverses herbes médicinales des pharmacopées traditionnelles chinoise et japonaise. 
Son influence en tant que premier président de la Pharmaceutical Society of Japan, fondée en 1880, contribua au développement de l'industrie chimique et pharmaceutique de l'empire. 

## Vie privée
Durant son séjour en Allemagne, Nagai épousa Therese Schumacher, fille d'un industriel ayant fait fortune dans l'exploitation forestière et minière. 
Cette dernière devint professeure d'allemand à l'Université pour femmes du Japon à la suite de son ouverture en 1901 où elle contribua activement à faire découvrir la culture et la gastronomie allemande à la haute société japonaise. 
En 1923, les époux Nagai hébergèrent Albert Einstein et sa compagne durant leur séjour au Japon. 
Nagayoshi Nagai mourut des suites d'une pneumonie en 1929. 
Son fils, Alexander Nagai, fit partie du corps diplomatique japonais à Berlin jusqu'à la fin de la Seconde guerre mondiale. 

## Travaux scientifiques
- 1885 : Première extraction de l'éphédrine en tant que principe actif de l'Ephedra vulgaris.
- 1893 : Première synthèse de la méthamphétamine à partir de l'éphédrine (plus tard synthétisée sous forme cristalline en 1919 par Akira Ogata)
- 1902 : Extraction de roténone à partir de Paraderris elliptica.
- 1929 : Analyse moléculaire et synthèse de l'éphédrine.

## Source de la traduction
- (en) Cet article est partiellement ou en totalité issu de l’article de Wikipédia en anglais intitulé « Nagai Nagayoshi » (voir la liste des auteurs).